# 伊丹市立荒牧中学校
伊丹市立荒牧中学校（いたみしりつ あらまきちゅうがっこう）は、兵庫県伊丹市荒牧五丁目にある公立中学校。
宝塚市との市境まで約400mの、伊丹市北西端に位置する。

## 沿革
- 1980年（昭和55年）4月 - 伊丹市立天王寺川中学校から分離して開校。7日に同校からの2年生222名を受けて始業式を、9日に新入生を受けて入学式を挙行。
- 1980年（昭和55年）11月4日 - 開校式を挙行。校章・校歌を披露。
- 1995年（平成7年）1月17日 - 阪神・淡路大震災に罹災。校舎及び体育館の一部が破損する。
- 1999年（平成11年）7月5日 - 住居表示変更にともない、住所を「荒牧5丁目2番18号」に変更。

## 部活動

### 運動部
- 野球部
- 陸上競技部
- 剣道部
- バレーボール部
- バスケットボール部
- ソフトテニス部
- 卓球部(2019年全国大会出場経験あり)
- サッカー部
- 水泳部
- 体操部
- 柔道部
- バドミントン部
- ソフトボール部
- なぎなた部

### 文化部
- 吹奏楽部
- 演劇部
- コーラス部
- 放送部

## 著名な卒業生
- 森岡毅
- 北間優衣 - 女子車いすバスケットボール選手 ／ 2009年（平成21年）度卒業生
- 荒井祭里 - 女子高飛び込み選手 ／ 2016年（平成28年）度卒業生

## 周辺
- 大阪芸術大学短期大学部伊丹学舎
- 伊丹市立天神川小学校
- 荒牧バラ公園
- 伊丹荒牧郵便局
- 天神川・天王寺川

## 交通アクセス
- JR伊丹駅・阪急伊丹駅から伊丹市営バス1・2・3系統乗車 荒牧バス停下車
- JR中山寺駅から南東へ1.2km（伊丹市営バス5系統の便あり）
- 国道176号・兵庫県道142号米谷昆陽尼崎線沿い

## 通学区域が隣接している学校
- 伊丹市立東中学校
- 伊丹市立天王寺川中学校
- 宝塚市立安倉中学校
- 宝塚市立長尾中学校
- 宝塚市立南ひばりガ丘中学校
- 川西市立川西南中学校